# Hugo Henrique Assis do Nascimento
Hugo Henrique Assis do Nascimento, mais conhecido como Hugo (Rio de Janeiro, 27 de outubro de 1980), é um ex-futebolista brasileiro que atuava como meia-atacante.

## Carreira
Hugo jogou nas divisões de base do Campo Grande e do Fluminense; contudo, tornou-se jogador profissional pelo Vitória.
Ele não conseguiu se firmar em nenhum clube grande, tendo vestido as camisas de Atlético Paranaense, Flamengo, Juventude e Corinthians. Já atuou fora do Brasil, com passagens por Monterrey, do México, Tokyo Verdy, do Japão e Belenenses, de Portugal.
Em 2006, Hugo foi reconhecido pela imprensa esportiva como um dos responsáveis pela grande campanha do Grêmio no Campeonato Brasileiro. No ano seguinte, foi contratado pelo São Paulo, onde ganhou o título brasileiro, apesar de ter ficado fora da segunda metade da campanha, suspenso por 120 dias e dois jogos por ter dado uma cusparada em Goiano, do Paraná Clube.
Já em 2008 o jogador foi afastado do time depois de pedir para ser negociado, porque sua esposa o pressionava para voltar a Porto Alegre. Voltou a jogar por insistência do técnico Muricy Ramalho, que reclamava da falta de meias no elenco. Quando conseguiu lugar no time devido a uma contusão de Jorge Wagner, jogou bem e voltou a ganhar uma vaga no time. Em 7 de junho, marcou dois gols contra o Atlético-MG, seus primeiros em dez meses.
No dia 23 de agosto de 2010, acerta sua ida para o Al-Wahda, nos Emirados Árabes.
Ao longo da carreira, se tornou jogador de confiança do treinador Muricy Ramalho, que gosta de contar com o atleta em suas listas de reforços. Recentemente, já como técnico do Santos, Ramalho pediu à diretoria a contratação de Hugo para a temporada 2013. No entanto, tal negócio não chegou a ser concretizado.

### Sport
Na volta ao Brasil Hugo, assinau contrato com o Sport até o final de julho de 2013. Após uma temporada razoável pelo Sport em 2012 sendo responsável por tentar municiar o ataque do Sport na tentativa de marcar os gols que evitariam o rebaixamento do rubro negro pernambucano, viu a temporada acabar sem conseguir muito êxito na luta contra a queda, marcando gols de cabeças e de pênaltis, se destacou na briga pela artilharia do clube na competição. Em janeiro de 2013 Hugo afirmou que a não renovação de seu contrato estava atrapalhando seu futebol, gerando raiva da torcida rubro-negra e polêmica na imprensa pernambucana. Durante o início do ano, Hugo não conseguiu render o futebol esperado e as críticas e pressão da torcida abalaram bastante o emocional do jogador que entrou em crise com a torcida após entrar no segundo tempo de uma partida e conseguir ser expulso no decorrer do jogo, após uma atitude infantil de tentar puxar um jogador adversário que estava contundido pelos pés para retirá-lo de campo, depois da sua atitude, a ira da torcida foi enorme com muitas vaias para o atleta que saiu e desrespeitosamente, tirou a camisa do clube e jogou a mesma contra a torcida.

### Goiás
Após se desligar do Sport, Hugo recebeu uma proposta do Goiás, que o acabou seduzindo e fechando um contrato válido até maio de 2014. Após oscilar muito no Goiás, ser expulso 4 vezes e gerar descontentamento com a torcida esmeraldina no Campeonato Brasileiro de 2013, Hugo rescindiu contrato com o Goiás.

### Vitória
Após rescindir com o Goiás, permaneceu por alguns meses sem clube até receber uma proposta para jogar pelo Vitória. Inicialmente, Hugo tem contrato com o rubro-negro baiano até o final de 2014, e chegou para ocupar a função de meia-armador, o chamado "camisa 10", principal carência da equipe à época da contratação.

### Thespakusatsu Gunma
Em 2015, sem clube, Hugo acertou com o Thespakusatsu Gunma.

### Náutico
Em 2016, apos jogar um bom campeonato gaúcho pelo Juventude , Hugo acertou com o Náutico até o fim da série B de 2016. Alegando problemas pessoais, Hugo rescindiu o contrato com o Náutico.

### Aposentadoria
Em 10 de fevereiro de 2017, 20 dias após retornar ao Juventude, Hugo anuncia sua aposentadoria.

## Títulos
Tokyo Verdy
- Copa do Imperador: 2004

Corinthians
- Campeonato Brasileiro: 2005

Grêmio
- Campeonato Gaúcho: 2006 e 2010
- Taça Fronteira da Paz: 2010

São Paulo
- Campeonato Brasileiro: 2007 e 2008

Al-Wahda
- Campeonato Emiratense: 2009–10

### Prêmio individuais
- Seleção do Campeonato Gaúcho: 2016

## Estatísticas
| Clube               | Competição                              | Jogos | Gols |
| ------------------- | --------------------------------------- | ----- | ---- |
| Flamengo            | Campeonato Brasileiro de 2002           | 9     | 1    |
| Juventude           | Campeonato Brasileiro de 2003           | 26    | 4    |
| Corinthians         | Copa do Brasil de 2005                  | 1     | 0    |
| Corinthians         | Campeonato Brasileiro de 2005           | 24    | 1    |
| Grêmio              | Campeonato Brasileiro de 2006           | 28    | 8    |
| São Paulo           | Campeonato Brasileiro de 2007           | 19    | 3    |
| São Paulo           | Campeonato Brasileiro de 2008           | 33    | 14   |
| São Paulo           | Campeonato Brasileiro de 2009           | 25    | 4    |
| Grêmio              | Campeonato Gaúcho de 2010               | 12    | 2    |
| Grêmio              | Copa do Brasil de 2010                  | 1     | 0    |
| Grêmio              | Campeonato Brasileiro de 2010           | 12    | 4    |
| Al-Wahda            | UAE League 2010                         | 18    | 7    |
| Al-Wahda            | Mundial de Clubes da FIFA de 2010       | 3     | 1    |
| Al-Wahda            | UAE League 2011                         | 18    | 9    |
| Al-Wahda            | Copa Emirados                           | 7     | 4    |
| Al-Wahda            | Supercopa Emirados Árabes               | 1     | 2    |
| Al-Wahda            | Liga dos Campeões da Ásia de 2011       | 6     | 2    |
| Sport               | Campeonato Brasileiro de 2012           | 24    | 8    |
| Sport               | Copa do Nordeste de 2013                | 6     | 1    |
| Sport               | Campeonato Pernambucano de 2013         | 3     | 0    |
| Goiás               | Copa do Brasil de 2013                  | 10    | 3    |
| Goiás               | Campeonato Brasileiro de 2013           | 30    | 6    |
| Vitória             | Copa do Nordeste de 2014                | 3     | 0    |
| Vitória             | Campeonato Baiano de 2014               | 4     | 1    |
| Vitória             | Copa do Brasil de 2014                  | 1     | 0    |
| Thespakusatsu Gunma | Campeonato Japonês - Segunda Divisão    | 1     | 0    |
| Náutico             | Campeonato Brasileiro - Série B de 2016 | 11    | 1    |